# Jauhien Asnareuski
 Jauhien Jauhienаwicz Asnareuski  (biał.  Яўген Яўгенавіч Аснарэўскі, ros. Евгений Евгеньевич Асноревский, ur. 15 grudnia 1985 w Grodnie) – białoruski pisarz, poeta, bloger, historyk, muzyk i malarz. 

## Życiorys
Dane biograficzne dotyczące pisarza, są skąpe. Według autora „z jednej strony pochodze z Grodna, z drugiej – wcale nie stąd”. Wielokrotnie wspominał, że studiował historię i psychologię. Jednak gdzie dokładnie studiował pisarz, nie jest znane. Zgodnie z Asnareuskim jego zainteresowanie historią zaczęło się w wieku jedenastu lat.
Asnareuski jest znany ze swojej tajemniczości i skłonności do szokowania. Brał udział w konfliktach z innymi białoruskimi historykami i pisarzami. Poetka Maria Martysewicz, pozostając w konflikcie z Asnareuskim, nazwała pisarza „mistyfikacją”, po czym zaczął używać tego imienia jako przezwiska.
Pisarz, jak sam mówi, samodzielnie nabył umiejętności kompozytorskie.
Z wpisów autora na Facebooku wynika, że Asnareuski nie jest żonaty i nie ma dzieci. 

## Działalność aktywistyczna
W 2016 roku Asnareuski stworzył internetową petycję w sprawie postawienia pomnika Stefana Batorego w Grodnie. Inicjatywa ta odbiła się szerokim echem w białoruskich mediach, dzięki czemu bloger dał się poznać jako aktywista kulturalny. 
W innej petycji pisarz proponował upamiętnić w Grodnie królowa Bonę Sforzę.
Bloger wysyłał także indywidualne apele do władz Grodna, w szczególności proponował przekazać katolikom budynek kaplicy w majątku Ponemun.
Asnareuski był jednym z krytyków renowacji Starego Zamku w Grodnie. Dzięki jego uwagom poprawiono niektóre błędy w projekcie rekonstrukcji tego obiektu, w szczególności błędne napisy łacińskie obok portretów postaci historycznych na bramie zamkowej.

## Twórczość
W 2018 roku opowiadanie pisarza «Максiмка» otrzymała nagrodę «Экслiбрыс» Towarzystwa Pisarzy Białoruskich. 
Debiutancka książka Asnareuski'ego «Трыкутнiк караля (Trójkąt króla)» była nominowana do Nagrody Literackiej imienia Jerzego Giedroycia. 
W kolejnych latach Asnareuski opublikował kilka książek o historii Białorusi, głównie o historii Grodna. 
Autor prezentował także własne prace, powstałe w ramach sztuk wizualnych, w szczególności mapę żydowskich zabytków Grodna. Asnareuski malował także portrety postaci historycznych, m.in. Witolda i Zofii Holszańskiej.
Pisarz demonstrowal również swoje muzyczne utwory, w tym kompozycje symfoniczne. W 2022 roku twórca zaprezentował swój album «Песнi з Гроднi» z muzyką rockową. Sam Asnareuski stał się autorem tekstów, wokalistą, kompozytorem, aranżerem, inżynierem dźwięku i projektantem okładki.  

## Muzyka

### Muzyka elektroniczna
- Eugene Asnareuski – «Валошкi» (2021)

### Rock
- mistik ğardeno – «Мартовский заяц» (2016)
- mistik ğardeno – «Песнi з Гроднi» (2022)
- mistik ğardeno – «Аркан XII» (2022)

### Dla instrumentów solowych
- Eugene Asnareuski – «Animalis» (2018)
- Eugene Asnareuski – «Фара Вітаўта» (2018)
- Eugene Asnareuski – «Лістапад у Гароднi» (2018)

### Symfoniczne
- Eugene Asnareuski – «Garten» (2017)
- Яўген Аснарэўскі – «Сімфонія №1 фа мінор, "Танец прывідаў у Старым замку"» (2023)
- Eugene Asnareuski. Symphony № 2 in D minor. The Holocaust in Hrodna (2023)